# Genta Miura
Genta Miura (三浦 弦太 Miura Genta?), född 1 mars 1995, är en japansk fotbollsspelare som spelar för Gamba Osaka.
Genta Miura spelade 2 landskamper för det japanska landslaget.